# Kouk Khpos
Kouk Khpos es una comuna (khum) del distrito de Banteay Ampil, en la provincia de Oddar Mean Chey, Camboya. En marzo de 2008 tenía una población estimada de 4567 habitantes.
Se encuentra ubicada al norte del país, cerca de los montes Dangrek y de la frontera con Tailandia.